# Kasai Canoe Slalom Centre
Das Kasai Canoe Slalom Centre (japanisch 葛西カヌースラロームセンター, Kasai kanūsurarōmusentā, deutsch Kasai-Kanuslalom-Zentrum) ist eine Wildwasseranlage für Kanuslalom in der japanischen Hauptstadt Tokio im Bezirk Edogawa.

## Geschichte
Die Sportstätte wurde anlässlich der Olympischen Sommerspiele 2020 erbaut und ist die einzige Wildwasseranlage für Kanuslalom in Japan. Die Anlage wurde während den Spielen mit temporären Sitzplätzen ausgestattet, sodass eine Kapazität von 7500 Plätzen gewährleistet war.
Die 200 Meter lange Wettkampfstrecke wurde am 6. Juli 2019 eröffnet und hat einen Höhenunterschied vom Start bis zum Ziel von 4,5 Metern. Unter den Zuschauern war unter anderem Yuriko Koike. Takuya Haneda, der Bronzemedaillengewinner von Rio de Janeiro 2016, durfte als erster Athlet die Strecke befahren.
Nach den Spielen soll die Strecke für nationale und internationale Kanuwettbewerbe genutzt werden. Des Weiteren besteht auch für die breite Öffentlichkeit die Möglichkeit, die Strecke zum Rafting zu nutzen.